# 一心寺 (品川区)
一心寺（いっしんじ）は、東京都品川区にある真言宗智山派の寺院。

## 概要
1855年（安政2年）、井伊直弼の開基である。創建当初は僧侶ではなく、修験者が管理しており、日々護摩がたかれていたという。
当初は寺院としての名称は無く、単に「品川の不動堂」と呼ばれていたが、昭和期に入り、正式に「豊盛山延命院一心寺」の名称が与えられた。
毎月28日が縁日である。その際に「ほうろく灸」を体験することができる。

## 交通アクセス
- 新馬場駅北口より徒歩4分（経路案内）。